# Виоланте, Синьора
Синьора Виоланте (итал. Signora Violante; 1682—1741) — канатная танцовщица, акробатка, актриса комедии дель арте и управляющая в театральной труппе.

## Биография
Синьора Виоланте была итальянкой или француженкой. Она активно выступала в качестве артистки с 1720 года. Синьора была замужем за итальянцем, синьором Виоланте, канатоходцем. Ни её девичья, ни фамилия её мужа доподлинно не известны, супруги также иногда упоминаются как Ларини в современных им газетных сообщениях. Она также известна как Мадам Виоланте и Миссис Виоланте в источниках XVIII века.
Среди артистов её труппы были и её дети. Её дочь Розина Виоланте, танцовщица, вышла замуж за танцора Джорджа Ричарда Эсткорта Луппино, сына танцоров Джорджа Чарльза Луппино и Шарлотт Мэри Эсткорт, предков потомственной семьи театральных актёров и дизайнеров — Лупино.

### Карьера
Впервые Виоланте появилась в Лондоне весной 1720 года, выступая с французской труппой де Гримберга в Королевском театре и Линкольнс-Инн-Филдсе. Её номера в этих шоу включали себя танцы на верёвке с флагами, иногда рекламируемые на афишах как «Расцвет цветов» (англ. The Flourishing of the Colours). Стихи, написанные под вдохновением от её танца на канате, были опубликованы в журнале «Oxoniensis» 6 июня 1720 года. Ещё один известный трюк Виоланте состоял в том, чтобы, находясь на ослабевшей верёвке, исполнять менуэт с ребёнком, висящим на обеих её лодыжках. По слухам, в 1727 году Виоланте танцевала на туго натянутой верёвке с мечами, привязанными к её ногам, в то время как ребёнок балансировал на её плечах, а двое других — на её лодыжках.
Виоланте вернулась в Лондон в 1726 году в театр Хеймаркет, где она провела сезон из 70 ночей, исполняя акробатику, танцы и пантомиму в период со 2 ноября 1726 года по 28 апреля 1727 года. Она была в Дублине в 1727 году и вернулась в лондонский театр Хеймаркет с новой труппой, чтобы регулярно выступать там с 23 октября по 6 мая 1728 года, где среди прочего исполняла пантомиму «Соперники», в которой она играла роль Коломбины. Труппа выступала в Бристоле летом 1728 года, где её муж, синьор Виоланте, скользил по канату через реку Северн, от скал Святого Винсента в Клифтоне, проходя расстояние в 500 ярдов за 30 секунд, перед толпой зрителей.
Виоланте оказала большое влияние на дублинскую театральную сцену начала XVIII века. Она работала в Дублине в течение трёх театральных сезонов, во время которых, в 1730 году, Виоланте и её главный танцор Лалауз основали Dame Street Booth, соперничавший с местным Королевским театром.
Затем она отправилась в Эдинбург, где жила в Карруберс-Клоуз. После чего её труппа выступала по всей Британии, а возможно, и в Париже. Одним из спектаклей была пиратская версия Оперы нищего, в актёрский состав которого входила Пег Уоффингтон, которую Виоланте «обнаружила», когда та ещё была ребёнком, который носил воду в прачечную своей матери, после чего обучила её своему ремеслу.
В 1735 году Синьора Виоланте поселилась в Эдинбурге, где продолжала выступать в качестве танцовщицы на канате и руководила танцевальной школой. Она умерла в 1741 году.